# Hipoteza Elliotta-Halberstama
Hipoteza Elliotta-Halberstama jest problemem otwartym teorii liczb. Hipoteza, nazwana po Peterze D.T.A. Elliocie i Heinim Halberstamie, dotyczy szacowania ilości liczb pierwszych występujących w ciągach arytmetycznych. Treść hipotezy została sformułowana po raz pierwszy w 1968 r.
Hipoteza należy do dziedziny teorii sit. Jej prawdziwość miałaby ogromny wpływ na postępy w ustalaniu najmniejszej różnicy występującej między liczbami pierwszymi nieskończenie wiele razy.

## Treść hipotezy
Niech {\displaystyle \pi (x)} oznacza funkcję liczącą liczby pierwsze, a {\displaystyle \pi (x;q,a)} oznacza funkcję liczącą liczby pierwsze w ciągu arytmetycznym {\displaystyle a+nq} {\displaystyle (n=0,1,2,\dots ).} Oznaczmy
{\displaystyle E(x;q)=\max _{(a,q)=1}\left|\pi (x;q,a)-{\frac {\pi (x)}{\varphi (q)}}\right|,}
gdzie {\displaystyle (x,y)} oznacza największy wspólny dzielnik liczby {\displaystyle x} i {\displaystyle y,} a {\displaystyle \varphi } to tocjent Eulera. Wówczas dla każdej stałej {\displaystyle \theta <1} i stałej {\displaystyle A>0} zachodzi zależność
{\displaystyle \sum _{1\leqslant q\leqslant Q}E(x;q)=O\left({\frac {x}{(\log x)^{A}}}\right)}
dla {\textstyle Q=x^{\theta }} i wszystkich {\displaystyle x>2} (przy czym stała uwzględniona w notacji dużego O zależy jedynie od {\displaystyle \theta } i {\displaystyle A}).

## Modyfikacje i znane wyniki
Treść hipotezy, dla ustalonej stałej {\displaystyle \theta ,} zwykle bywa skracana do {\displaystyle EH[\theta ]}.
{\displaystyle EH[\theta ]} została udowodniona dla wszystkich {\textstyle \theta \in \left(0,{\frac {1}{2}}\right)} przez Enrico Bombieriego i Iwana Winogradowa (wynik ten znany jest powszechnie jako twierdzenie Bombieriego-Winogradowa). Dodatkowo wiadomo, że {\displaystyle EH[\theta ]} dla {\displaystyle \theta =1} nie jest prawdziwa.

### Motohashi-Pintz-Zhang
Yoichi Motohashi, János Pintz i Zhang Yitang zaproponowali i, w szczególnych przypadkach, udowodnili hipotetyczną zależność
{\displaystyle \sum _{\begin{array}{c}1\leqslant q\leqslant Q\\q\in S\end{array}}E_{0}(x;q)=O\left({\frac {x}{(\log x)^{A}}}\right),}
gdzie {\displaystyle Q=O\left(x^{\theta }\right),} {\textstyle \theta ={\frac {1}{2}}+2\omega ,} {\displaystyle I\subset [1,x^{\delta }],} a {\displaystyle S} oznacza zbiór liczb bezkwadratowych o dzielnikach pierwszych w {\displaystyle I.} Dodatkowo przyjmujemy
{\displaystyle E_{0}(x;q)=\left|\pi (x;q,a)-{\frac {\pi (x)}{\varphi (q)}}\right|,}
tzn. pomijamy maksimum występujące w pierwotnej hipotezie, ale pozwalamy, aby klasa reszt {\displaystyle a({\text{mod }}q)} była zależna od {\displaystyle x} pod warunkiem, że {\displaystyle (a,P_{I})=1,} gdzie
{\displaystyle P_{I}=\prod _{p\in I}p,}
tzn. {\displaystyle P_{I}} to iloczyn wszystkich liczb pierwszych w {\displaystyle I.}
Powyższa hipoteza, znana w literaturze jako szacowanie Motohashiego-Pintza-Zhanga, dla ustalonych {\displaystyle \omega } i {\displaystyle \delta } bywa zapisywana skrótowo jako {\displaystyle MPZ[\omega ,\delta ]}. Wiadomo, że {\displaystyle MPZ[\omega ,\delta ]} jest prawdą dla {\displaystyle \omega ,\delta \geqslant 0} takich, że {\displaystyle 600\omega +180\delta <7}.

## Uogólniona hipoteza Elliotta-Halberstama
Niech {\displaystyle \tau (n)} oznacza liczbę dodatnich dzielników całkowitych liczby {\displaystyle n.} Dodatkowo, niech {\displaystyle N,} {\displaystyle M} będą wartościami zależnymi od {\displaystyle x,} takimi, że {\displaystyle x^{\epsilon }\leqslant x^{o(1)}N} i {\displaystyle M\leqslant x^{1-\epsilon +o(1)}} oraz {\displaystyle NM\asymp x} dla {\displaystyle \epsilon >0,} gdzie {\displaystyle o(1)} i {\displaystyle \asymp } oznaczają notację asymptotyczną.
Załóżmy, że funkcje {\displaystyle \alpha \colon [N,2N]\to \mathbb {R} } i {\displaystyle \beta \colon [M,2M]\to \mathbb {R} } różne od 0 spełniają zależności
{\displaystyle |\alpha (n)|\ll \tau (n)^{O(1)}(\log x)^{O(1)}}
oraz
{\displaystyle |\beta (m)|\ll \tau (m)^{O(1)}(\log x)^{O(1)},}
gdzie {\displaystyle O(1)} oznaczają pewne stałe. Załóżmy dodatkowo, że {\displaystyle \beta } spełnia ograniczenie typu Siegela-Walfisza,
{\displaystyle \left|\sum _{\begin{array}{c}n\equiv a({\text{mod }}q)\\(n,r)=1\end{array}}\beta (n)-{\frac {1}{\varphi (q)}}\sum _{\begin{array}{c}(n,q)=1\\(n,r)=1\end{array}}\beta (n)\right|\ll \tau (qr)^{O(1)}{\frac {M}{(\log x)^{A}}},}
dla dowolnych {\displaystyle q,r\geqslant 1} oraz {\displaystyle (a,q)=1.} Oznaczmy
{\displaystyle E(f;q)=\max _{(a,q)=1}\left|\sum _{n\equiv a({\text{mod }}q)}f(n)-{\frac {1}{\varphi (q)}}\sum _{(n,q)=1}f(n)\right|.}
Wówczas
{\displaystyle \sum _{1\leqslant q\leqslant Q}E(\alpha *\beta ;q)\ll {\frac {x}{(\log x)^{A}}}}
dla {\displaystyle Q\leqslant x^{o(1)+\theta },} gdzie {\displaystyle \alpha *\beta } oznacza splot Dirichleta funkcji {\displaystyle \alpha } i {\displaystyle \beta .}
Powyższą treść zwykle zapisuje się jako {\displaystyle GEH[\theta ]} (z ang. generalised Elliott-Halberstam conjecture), a ogólne sformułowanie „uogólniona hipoteza Elliotta-Halberstama” dotyczy prawdziwości {\displaystyle GEH[\theta ]} dla wszystkich {\displaystyle \theta \in (0,1)}.
Wiadomo, że {\displaystyle GEH[\theta ]} jest prawdziwa dla {\textstyle \theta \in \left(0,{\frac {1}{2}}\right)} jako uogólnione twierdzenie Bombieriego-Winogradowa.

## Znaczenie hipotezy
Hipoteza Elliota-Halberstama – zarówno pierwotna, jak i uogólniona – mają ogromny wpływ na wyniki dotyczące różnic między liczbami pierwszymi.
Oznaczmy
{\displaystyle H_{m}=\liminf _{n\to \infty }(p_{n+m}-p_{n}),}
gdzie {\displaystyle p_{n}} oznacza {\displaystyle n}-tą liczbę pierwszą.
Znane są następujące wyniki.
| {\displaystyle m}            | {\displaystyle \geqslant H_{m}} (wykazane bezwarunkowo)               | {\displaystyle \geqslant H_{m}} (zakładając hipotezę EH) | {\displaystyle \geqslant H_{m}} (zakładając GEH) |
| ---------------------------- | --------------------------------------------------------------------- | -------------------------------------------------------- | ------------------------------------------------ |
| 1                            | 246                                                                   | –                                                        | 6                                                |
| 2                            | 398 130                                                               | 270                                                      | 252                                              |
| 3                            | 24 797 814                                                            | 52 116                                                   | –                                                |
| 4                            | 1 431 556 072                                                         | 474 266                                                  | –                                                |
| 5                            | 80 550 202 480                                                        | 4 137 854                                                | –                                                |
| {\displaystyle m\geqslant 1} | {\displaystyle Cm\exp \left(\left(4-{\frac {28}{157}}\right)m\right)} | {\displaystyle Cme^{2m}}                                 | –                                                |